# Recordes do Santos Futebol Clube
Aqui segue uma lista com os grandes recordes do Santos Futebol Clube.

## Feitos Históricos e Recordes
- O Santos possui em sua galeria 45 títulos oficiais, sendo consideradas competições organizadas pela FIFA, CONMEBOL, CBF e Federação Paulista.

- Entre os 45 títulos oficiais, 27 foram conquistados em 15 anos.

- O Santos ostenta o recorde de 23 títulos oficiais conquistados na mesma década (1960-1969).

- Em 1961, o Santos se tornou o clube com a maior média de gols por partida em uma mesma edição de um campeonato brasileiro, foram 3,6 gols por partida.

- Em 1962, o Santos se tornou o único clube brasileiro a ganhar num mesmo ano, o campeonato estadual, o nacional, o continental e o intercontinental.

- O Santos é o clube que mais conquistou competições oficiais ou não oficiais em um mesmo ano: 8 títulos em 1968.

- O Santos foi o primeiro time a alcançar a marca de 12.000 gols. Essa marca foi alcançada no dia 1º de fevereiro de 2014, com gol do atacante Gabriel, na vitória santista por 5-1, contra o Botafogo-SP, na Vila Belmiro.[2]

- O primeiro clube a alcançar a marca de 6.000 jogos realizados.[3][4]

- O Santos tem a melhor campanha em sistema de pontos corridos do Campeonato Paulista. Em 1968, foram 22 vitórias, 1 empate e 4 derrotas.

- O Santos aparece como o melhor clube das Américas na lista de maiores clubes do século XX da FIFA, sendo o quinto colocado, empatado com o Ajax da Holanda.

- Ao lado de Flamengo, Grêmio, Palmeiras e São Paulo o clube brasileiro com mais conquistas na Copa Libertadores da América, com 3 títulos.

- Após a unificação da Taça Brasil e Roberto Gomes Pedrosa como Campeonatos Brasileiros, o Santos passou a ter 8 títulos na história do Campeonato Brasileiro. São 5 edições da Taça Brasil (1961, 1962, 1963, 1964, 1965), 1 do Roberto Gomes Pedrosa (1968) e 2 do atual Campeonato Brasileiro (2002, 2004)  sendo atualmente o segundo maior vencedor.

- Maior campeão do Torneio Rio-São Paulo ao lado de Corinthians e Palmeiras, com 5 títulos.

- Com os títulos da Libertadores de 1962 e 1963, e os Mundiais de 1962 e 1963, o Santos se tornou o primeiro clube brasileiro bicampeão continental e mundial.

- O Santos é o único campeão por 5 vezes seguidas do Campeonato Brasileiro (de 1961 a 1965), tricampeão invicto em 1963,1964 e 1965. Recorde de conquistas consecutivas em uma competição nacional.[5]
- O Santos possui o recorde de finais seguidas do Campeonato Brasileiro, seis, (de 1961 a 1966), ganhando as cinco primeiras e perdendo a última para o Cruzeiro.[6]

- 2 maiores goleadas, em finais de campeonato brasileiro, foram em 1960, quando o Palmeiras, venceu o Fortaleza por 8 a 2. E em 1963, o Santos venceu o Bahia por 6 a 0.

- O Santos possui três tri campeonatos do Campeonato Paulista: (1960/1961/1962, 1967/1968/1969 e 2010/2011/2012). Os últimos tri campeões, fora o Santos, são o Corinthians em 2017/2018/2019 e a Sociedade Esportiva Palmeiras em 2022/2023/2024, sendo o último conquistado em cima do Santos.[7]
- O Santos é o único time paulista a conquistar sete Bicampeonatos Paulista.[8]
- O Santos possui o recorde de finais seguidas no Campeonato Paulista (oito entre 2009 e 2016). Desempenho semelhante ocorreu entre 1955 e 1962, onde Peixe ficou oito anos entre as duas primeiras posições só que não havia finais.[9]

- O Santos tem o maior número de títulos paulistas conquistados em menor espaço de tempo. 11 conquistas entre 1955 a 1969.

- No dia 8 de abril de 2015, o Santos alcançou a marca de 5.000 gols em Campeonatos Paulistas. O autor do gol, foi o atacante Ricardo Oliveira no jogo contra o Rio Claro.[10]

- É do Santos a maior média de gols em um campeonato corrente e oficial. Em 1927, o Santos fez 100 gols em 16 jogos pelo Campeonato Paulista, média de 6,25 por partida.

- O Santos é o clube que fez mais gols em um mesmo ano. Foram 367 gols em 1959.

- Um feito inédito no futebol brasileiro e mundial, de 1958 a 1969 o Santos conquistou 24 títulos oficiais em 12 anos, tendo uma media de 2 títulos oficiais por ano.

- O Santos é o clube que mais marcou gols em uma competição oficial. 155 gols pelo Campeonato Paulista de 1959.

- O Santos é o clube que detém a maior quantidade de artilheiros no Campeonato Brasileiro. Por 13 edições do certame nacional, o Santos teve o artilheiro do campeonato.[11]

- O Santos é o clube com maior número de artilheiros no Campeonato Paulista. Em 25 oportunidades, o clube teve um jogador como artilheiro da competição, sendo 10 vezes consecutivas, entre 1957 a 1966 (Pelé de 1957 a 1965 e Toninho Guerreiro em 1966).

- Foi o primeiro clube brasileiro a conquistar a tríplice artilharia. Em 2015 o clube foi artilheiro do Campeonato Paulista, da Copa do Brasil e do Campeonato Brasileiro.[12]

- O Santos é o clube que teve mais vezes um mesmo artilheiro de um mesmo campeonato oficial. Pelé foi artilheiro do Campeonato Paulista em 11 oportunidades.

- O Santos tem o quarto maior artilheiro máximo de clubes do mundo. Pelé, com 1097 gols marcados pelo clube santista.

- O segundo maior artilheiro da história santista, Pepe (com 411 gols), supera o número de gols dos maiores artilheiros de oito grandes clubes do Brasil.

- O Santos foi o segundo clube a ter dois jogadores que ultrapassaram a marca de 400 gols. Pelé com 1097 gols e Pepe com 411 gols. O clube também foi o primeiro a ter três jogadores que ultrapassaram a marca de 300 gols, além de Pelé e Pepe, Coutinho atingiu a marca com um total de 387 gols.

- O Santos também foi o primeiro a ter 23 jogadores diferentes, que ultrapassaram a marca de 100 gols pelo clube.

- O recorde de um jogador que fez mais gols contra uma mesma equipe no Brasil pertence a Pelé, quando jogava no Santos. Foram 55 gols em 40 jogos contra o Corinthians.

- O Santos é o clube que mais fez gols em um mesmo século. Mais de 10.300 gols no século XX.

- O Santos detêm o melhor ataque em uma só edição da Copa do Brasil. 39 gols, em 11 jogos.

- O Santos detêm o recorde de gols numa mesma edição do Campeonato Brasileiro. 107 gols, em 46 partidas, em 2004.

- É do Santos o jogador mais jovem a marcar um gol na Copa Libertadores, Rodrygo em 2018.[13]

- O Santos teve o jogador mais jovem a ser campeão brasileiro. Diego em 2002.

- O Santos por 8 vezes teve um ou mais jogadores como artilheiros em competições da CBF/CBD.

- O Santos é dono da melhor campanha em excursão continua no território nacional. Entre novembro de 1946 a fevereiro de 1947, no Norte e Nordeste do Brasil com 12 vitórias e 3 empates.

- O Santos entre 1955 a 1969, bateu 33 recordes de público pelos campos em todo mundo. Nesta mesma época também foram batidos 47 vezes os recordes de renda em jogos.

- O Santos é o time do mundo com mais vitórias computadas somando partidas oficiais e não oficiais.

- O Santos é o clube que mais atraiu público no Maracanã, excluindo jogos que não envolvia clubes cariocas e a Seleção Brasileira. 132.728 pessoas assistiram a vitória do Santos por 4 a 2 contra o Milan, pela Copa Intercontinental de 1963.

- Foi do Santos, o jogador mais novo a marcar gols em Copas do Mundo, Pelé com 17 anos. Pelé também foi o mais novo jogador a jogar uma final de Copa do Mundo em 1958.

- O Santos ao lado do Botafogo, cedeu 8 jogadores como titulares para a Seleção Brasileira.

- O Santos foi o primeiro e único clube a ter 7 jogadores campeões do Brasil defendendo uma seleção estadual.

- O Santos foi o primeiro clube do mundo a golear uma seleção nacional campeã mundial. Vitória por 6 a 1, contra a Seleção Francesa em 1930, embora a França não tinha sequer uma copa do mundo na época, já que o torneio começou a ser disputado naquele mesmo ano.

- O Santos foi o primeiro clube brasileiro a golear um time estrangeiro. Vitória por 5 a 0 contra o Rampla Juniors do Uruguai, em 1929.

- O Santos é o clube que mais realizou partidas contra seleções nacionais. Ao todo foram 65 jogos, e também o que mais fez gols e que mais venceu seleções nacionais.

- O Santos tem a marca de 740 jogos internacionais. Sendo em 215 cidades diferentes, 71 países (incluindo o Brasil), e nos 5 continentes.

- O Santos é o único clube brasileiro a conseguir vencer o Boca Juniors no estádio La Bombonera em 3 oportunidades. A primeira e mais importante foi na final da Libertadores de 1963 pelo placar de 2 a 1, a segunda vitória foi no ano seguinte, em um amistoso com placar de 4 a 3 para o Santos, e a terceira foi válida pelo Torneio Quadrangular de Buenos Aires realizado em 1965 com vitória santista por 4 a 1.[14]

- É do Santos o primeiro estádio particular construído no Brasil. A Vila Belmiro em 1916.
- Possui o recorde de vitórias seguidas do Estádio do Pacaembu com 20 vitórias conquistadas entre 13 de abril de 2014 até 07 de junho de 2017.[15][16][17]

- Em 1962 o jogo do Santos contra o Benfica pela Copa Intercontinental, fez com que o horário de transmissão da Hora do Brasil, fosse alterado pela primeira vez nas rádios para a partida ser narrada ao vivo.

- O Santos é o primeiro clube do mundo a chegar na marca de 12.500 gols marcados. O tento foi realizado por Gabriel Barbosa, apelidado por Gabigol, em partida contra o Fluminense em partida válida pelo campeonato brasileiro, que terminara em 3x0 para o Santos F.C.
- O Santos é o primeiro time brasileiro a atingir a marca de 1.000  gols no sistema de pontos corridos (2003 a 2019)